# Chaetium
Chaetium es un género de plantas herbáceas perteneciente a la familia de las poáceas. Es originario tanto de Norteamérica como de Sudamérica. Comprende 4 especies descritas y de estas, solo 3 aceptadas.
Tiene hábito perenne. Los culmos son erectos (1/1); de 3–7 y excepcionalmente 12 dm de largo. La lígula tiene una membrana ciliada, o un rizo de pelos. La inflorescencia está compuesta de racimos, a través de un eje central; erecta; unilateral. El raquis angular.

## Descripción
Son plantas perennes cespitosas; tallos fistulosos, 40–100 cm de alto, erectos o ascendentes, simples o ramificados; entrenudos comprimidos, glabros; nudos barbados; plantas hermafroditas. Vainas escasamente carinadas, glabras excepto en los márgenes; lígula una membrana ciliada 0.3–0.4 mm de largo, los cilios 1.2–2.1 mm de largo; láminas lineares, 10–30 cm de largo y 3–7 mm de ancho, papiloso-pilosas. Inflorescencias terminales y axilares; panículas 10–23 cm de largo y 1–2 cm de ancho; racimos erectos, adpresos; espiguillas pareadas, comprimidas dorsalmente, lanceoloides, aplanado-convexas, 8–10 mm de largo excluyendo las aristas, verdosas o purpúreas, con 2 flósculos; callo basal puntiagudo, 1.5–2.5 mm de largo, formado de la base de la gluma inferior y el entrenudo de la raquilla; desarticulación oblicua en la base del callo; glumas iguales, 6–10 mm de largo, más largas que los flósculos, herbáceas, 5–7-nervias, las aristas 20–35 mm de largo, flexuosas; flósculo inferior estéril; lema inferior 6–8 mm de largo, 3-nervia; pálea inferior ausente; flósculo superior bisexual; lema superior 6–8 mm de largo, lisa, atenuada o con una arista corta de hasta 2 mm de largo, los márgenes aplanados, cartácea; pálea superior atenuada en una arista corta; lodículas 2; estambres 3, las anteras ca 1.5 mm de largo; estilos 2. Fruto una cariopsis; embrión ca 1/2 la longitud de la cariopsis; hilo ca 3/10 la longitud de la cariopsis, linear-oblongo.

## Taxonomía
El género fue descrito por Christian Gottfried Daniel Nees von Esenbeck y publicado en Flora Brasiliensis seu Enumeratio Plantarum 2(1): 269–270. 1829. La especie tipo es: Chaetium festucoides Nees
Citología
Número de la base del cromosoma, x = Aparentemente 13. 2n = 26. 2 ploidias.

## Especies aceptadas
A continuación se brinda un listado de las especies del género Chaetium aceptadas hasta abril de 2014, ordenadas alfabéticamente. Para cada una se indica el nombre binomial seguido del autor, abreviado según las convenciones y usos.
- Chaetium bromoides Benth.
- Chaetium cubanum (C.Wright) Hitchc.
- Chaetium festucoides Nees[4][5]